# 馬暁春
馬 暁春（ば ぎょうしゅん、马晓春、マア・シャオチュン、1964年8月26日 - ）は、中国の囲碁棋士。浙江省 紹興市出身、中国囲棋協会所属、九段。1990年代の中国棋界の覇者で、名人戦13連覇の記録を持つ。1995年に東洋証券杯と、富士通杯の二つの世界選手権に優勝し、中国棋士で最初の世界戦優勝者となる。軽快でスピードのある棋風。国内での渾名は「妖刀」。聶衛平の「大龍」に対して「中龍」とも呼ばれる。

## 経歴
9歳で碁を覚え、12歳で囲棋集中訓練隊に入る。世界アマチュア囲碁選手権戦で1981年に3位、1983年に優勝。1982年に七段を認められ、1983年に18歳で中国4人目の九段、1985年から専業棋士。1982年に全国個人戦で優勝、以後中国国内のタイトル戦では聶衛平を凌ぐ成績を上げ、特に名人戦では1989年から2001年まで13連覇。日中スーパー囲碁では、第10回に日本の主将大竹英雄に勝って中国優勝を決めた。
1994年に『新民囲棋』誌が創刊された記念に、聶衛平と七番碁（聂马七番棋）を行い、3勝4敗で敗れた。甲級リーグでは、2001-02年浙江（2001年は乙級）、2003年以降は貴州、山東、武漢などに所属。2011年に愛慕先生隊コーチとなるなど、その後は指導者として活躍。中国棋士ランキングでは1998年に1位。
総優勝回数は60回以上。藤沢秀行は馬が若い頃からその才能に注目し、「1に曺薫鉉、2に馬暁春」と評した。

### 主なタイトル歴
国際棋戦
- 東洋証券杯世界選手権戦 1995年
- 世界囲碁選手権富士通杯 1995年
- 日中名人戦 1992年 2-1 小林光一、1994年 2-1 小林光一
- 日中天元戦 1994年 2-0 林海峰、1995年 2-0 柳時熏、1996年 2-0 柳時熏
- 皇城相府杯三国囲棋精鋭戦 2009年（○武宮正樹、○曺薫鉉）

国内棋戦
- 全国囲棋個人戦 1982、1984、1986-87、1991年
- 国手戦 1982、1985年
- 新体育杯戦 1984-85年
- 天元戦 1987、1994-96年
- 飛翅戦 1988年
- 名人戦 1989-2001年
- CCTV杯中国囲棋電視快棋戦 1988-89、1991、1994-95、2001-02年
- 十強戦 1990、1992年
- 大国手戦 1993、1994年
- 覇王戦 1996年
- 友情杯戦 1996年
- 棋王戦 1992-95年
- 阿含・桐山杯中国囲棋快棋公開戦 1999年
- リコー杯囲棋混双戦 1997年（徐瑩五段とのペア）
- 中国名人廈門招待戦 2014年 3-0 劉小光

### その他の棋歴
- 世界囲碁選手権富士通杯 準優勝 1996、99年
- 東洋証券杯世界選手権戦 準優勝 1996年
- 三星火災杯世界オープン戦 準優勝 1999年
- LG杯世界棋王戦 準優勝 1999年
- 春蘭杯世界囲碁選手権戦 準優勝 2000年
- テレビ囲碁アジア選手権戦 準優勝 1998年
- 日中名人戦 1989年 0-2 小林光一、1990年 0-2 小林光一、1991年 0-2 小林光一、1993年 1-2 小林光一
- 阿含・桐山杯日中決戦 2000年 × 小林光一
- 世界囲碁最強戦 3位 1996年
- 日中スーパー囲碁
  - 1985年 0-1（×小林光一）
  - 1986年 1-1（○小林覚、×片岡聡）
  - 1987年 2-1（○山城宏、○武宮正樹、×加藤正夫）
  - 1987年 0-1（×依田紀基）
  - 1993年 3-1（○小林覚、○山城宏、○片岡聡、×淡路修三）
  - 1994年 0-1（×小松英樹）
  - 1996年 1-0（○大竹英雄）
- 真露杯SBS世界囲碁最強戦
  - 1992年 0-1（×徐奉洙）
  - 1993年 0-1（×徐奉洙）
  - 1994年 0-1（×依田紀基）
  - 1995年 0-1（×李昌鎬）
  - 1996年 1-1（○李昌鎬、×曺薫鉉）
  - 1997年 0-1（×徐奉洙）
  - 日中スーパー囲碁30周年記念対局 2015年 ×小林光一、2016年 ×武宮正樹
- 農心辛ラーメン杯世界囲碁最強戦
  - 2000年 0-1（×李昌鎬）
- CSK杯囲碁アジア対抗戦
  - 2002年 0-2（×林海峰、×依田紀基）
- 国際名人ペア碁トーナメント優勝 2014年（孔祥明とペア）
- 中国囲棋甲級リーグ戦
  - 2001年（乙級、浙江新湖）
  - 2002年（浙江新湖）12-9
  - 2003年（貴州衛視）6-8
  - 2004年（山東魯抗）13-9
  - 2005年（武漢宝安地産）15-6
  - 2006年（武漢華夏）6-13
  - 2007年（武漢黄鶴楼）
  - 2008年（武漢黄鶴楼）3-8
  - 2009年（黄鶴楼科技園）2-7

## 代表局
「日中名人戦初優勝」第5回日中名人戦第1局 1992年12月15日 馬暁春-小林光一(先番)
白1(36手目)のケイマが好手で、黒20までの振り代わりとなって白優勢。この後中央黒が生きたが白は厚くなった。259手まで白1目半勝ち。
日中名人戦では1989年から91年まで3年連続で小林光一に0-2で敗れていたが、この1992年第1局で初勝利を挙げ、第3局も勝って2-1で初優勝する。

## 著作
- 『囲碁 孫子の兵法—古代中国の格言に学ぶ 』誠文堂新光社 2003年

## 注
1. ↑  浙江省紹興市に位置する県級市 嵊州市
2. ↑  http://newsxmwb.xinmin.cn/2016/04/16/29853734.html 新民网「马晓春：难忘“聂马七番棋决战”」